# 扎伊德·阿卜杜勒-阿齐兹
扎伊德·阿卜杜勒-阿齐兹（英語：Zaid Abdul-Aziz，1946年4月7日—），原名唐纳德·A·史密斯（英語：Donald A. Smith），美国NBA联盟前职业篮球运动员。他在1968年的NBA选秀中第1轮第5顺位被辛辛纳提皇家选中。